# Cundinamarca
Cundinamarca – departament Kolumbii. Niegdyś był jednym z dziewięciu stanów, współtworzących Stany Zjednoczone Kolumbii.

## Pochodzenie nazwy
Nazwa Cundinamarca pochodzi od Kundur marqa, wyrażenia pochodzącego z epoki prekolumbijskiej, znanego z okolic rzeki Magdalena, a współcześnie używanego jeszcze przez rdzenną ludność posługującą się językiem keczua, które oznacza Gniazdo Kondora.

## Geografia
Większość departamentu Cundinamarca leży w Kordylierze Wschodniej. Granicę departamentu wyznaczają: od zachodu rzeka Magdalena uchodząca do Morza Karaibskiego. Od południa Cundinamarca graniczy z departamentami Meta i Huila (krótki odcinek), od zachodu z departamentem Tolima. Dystrykt Federalny miasta Bogota jest niemal całkowicie otoczony przez terytorium Cundinamarca. Dystrykt ten, podobnie jak część terytorium sąsiednich departamentów, należał kiedyś do stanu Cundinamarca. Współczesny departament jest od niego znacznie mniejszy.
Stolicą Cundinamarca jest Bogota. Jest to wyjątek wśród departamentów Kolumbii, by stolica leżała poza jego terytorium. Wynika to jednak z kolumbijskiej konstytucji, nadającej Bogocie specjalny status. Konsekwencją takiego rozwiązania jest niewliczanie ani powierzchni Bogoty, ani jej mieszkańców, do powierzchni i ludności departamentu Cundinamarca. Gdyby liczyć je łącznie, miałyby 9,5 miliona mieszkańców.

## Gminy
Agua de Dios, Albán, Anapoima, Anolaima, Apulo, Arbeláez, Beltrán, Bituima, Bogota, Bojacá, Cabrera, Cachipay, Cajicá, Caparrapí, Cáqueza, Carmen de Carupa, Chaguaní, Chía, Chipaque, Choachí, Chocontá, Cogua, Cota, Cucunubá, El Colegio, El Peñón, Facatativá, Fómeque, Fosca, Funza, Fúquene, Fusagasugá, Gachalá, Gachancipá, Gachetá, Gama, Girardot, Guachetá, Guaduas, Guasca, Guataquí, Guatavita, Guayabal de Síquima, Guayabetal, Gutiérrez, Jerusalén, Junín, La Calera, La Mesa, La Palma, La Peña, La Vega, Lenguazaque, Machetá, Madrid, Manta, Medina, Mosquera, Nariño, Nemocón, Nilo, Nimaima, Nocaima, Pacho, Paime, Pandi, Paratebueno, Pasca, Puerto Salgar, Pulí, Quebradanegra, Quetame, Quipile, Ricaurte, San Antonio del Tequendama, San Bernardo, San Francisco, San Juan de Rioseco, Sasaima, Sesquilé, Sibaté, Silvania, Simijaca, Soacha, Sopó, Subachoque, Suesca, Supatá, Susa, Sutatausa, Tabio, Tausa, Tena, Tenjo, Tibacuy, Tibirita, Tocaima, Tocancipá, Topaipí, Ubalá, Ubaque, Ubaté, Une, Útica, Venecia, Vergara, Vianí, Villagómez, Villapinzón, Villeta, Viotá, Yacopí, Zipacón, Zipaquirá